# Попов, Илья Викторович
Илья́ Ви́кторович Попо́в (Илия Попов, 1871—1937) — священнослужитель и преподаватель Русской православной церкви.

## Биография
Родился 20 июля (1 августа по новому стилю) 1871 года в станице Кочетовской Области Войска Донского в казачьей семье диакона кочетовской Успенской церкви Виктора Михайловича Попова и его жены Марии Митрофановны Леоновой. В семье было трое братьев: Михаил, Николай и Иван, а также сестра Клавдия.
В 1882 году поступил в Новочеркасское духовное училище, по окончании которого, в 1886 году сразу поступил в Донскую духовную семинарию. Окончил семинарию в 1892 году, но ещё 22 октября 1891 года Илия Попов был посвящён в стихарь архиепископом Донским и Новочеркасским Макарием (Миролюбовым).
С 22 июня 1892 года служил псаломщиком Архангельской церкви станицы Золотовской (ныне Новозолотовская), где в 1893 году обвенчался с дочерью урядника Анной Степановной Казинцевой. 8 августа 1893 года был рукоположён в священники архиепископом Макарием. По 24 января 1894 года служил в Одигитриевской церкви хутора Крымский станицы Кочетовской и одновременно был заведующим и законоучителем Крымской церковно-приходской школы и законоучителем Крымского министерского приходского училища.
С августа 1901 года служил в Константиновском благочинии. Затем с января 1904 по сентябрь 1906 года был настоятелем Свято-Николаевской церкви хутора Власово-Аютинский Александровско-Грушевского (ныне город Шахты) благочиния и одновременно стал заведующим и законоучителем церковно-приходской школы и министерского приходского училища хутора Власово-Аютинского. С 16 сентября 1906 года служил настоятелем Свято-Троицкой церкви в Ростовском-на-Дону округе Донской епархии, одновременно — законоучитель Гниловской Троицкой церковно-приходской школы и Гниловского приходского Александровского училища, а также заведующий Беляевской школы грамоты. 7 марта 1912 года Попов стал первым настоятелем открытой в феврале этого же года Свято-Серафимовской церкви станицы Гниловской. Работал в этом храме до 15 октября 1916 года. Семья Илии Попова жила в большом каменном священническом доме при Серафимовской церкви. 15 октября 1916 года по собственному прошению Попов стал служить в построенной в 1911 году Александро-Невской соборной церкви станицы Великокняжеской (ныне город Пролетарск).
В 1918—1919 годах станица Великокняжеская оказалась в центре Гражданской войны. Здесь некоторое время находился штаб генерала Белой армии К. К. Мамонтова, который пригласил Попова служить в своих войсках полковым священником. В марте 1919 года, в ходе наступления конницы Будённого на станицу Великокняжескую, штаб генерала Мамонтова ушёл за Маныч, с ним до Краснодара добрался и Попов. В 1920 году, после возвращения из войск генерала Мамонтова, вернулся в станицу и снова служил в Александро-Невской церкви вплоть до закрытия храма в 1931 году. После этого служил в ещё продолжавшей действовать Флоро-Лаврской церкви уже станицы Пролетарской. А после её закрытия в декабре 1935 года, совершал требы по домам верующих станичников до своего ареста 24 сентября 1937 года по обвинению в «контрреволюционной агитации».
Был осуждён и расстрелян 14 октября 1937 года. Реабилитирован Прокуратурой Ростовской области 26 июня 1989 года.
В семье Илии Попова родилось девять детей, из которых до взрослого возраста дожили шесть: Вера (род. 1894), Михаил (род. 1896), Сергей (род. 1897), Мария (1899—1983), Александра (1907—1959) и Татьяна (1910—1996).

## Награды
- За усердную службу по духовному ведомству и преподавание Закона Божия Илия Попов был награждён набедренником (1900), скуфьёй (1904), камилавкой (1909) и наперсным крестом (1913).
- Также был награждён медалями в память императора Александра III (за участие в переписи населения), в память 300-летия дома Романовых и медалью в память 25-летия церковно-приходских школ.

## Память

Памятник в Ростове-на-Дону

- 31 августа 2014 года в Пролетарске был открыт памятник казачьему священнику Илии Попову[6].
- В 2013 году в Ростове-на-Дону был основан Фонд имени священника Илии Попова.
- Также в Ростове-на-Дону Илии Попову установлен памятник[7].